# John Wollaston

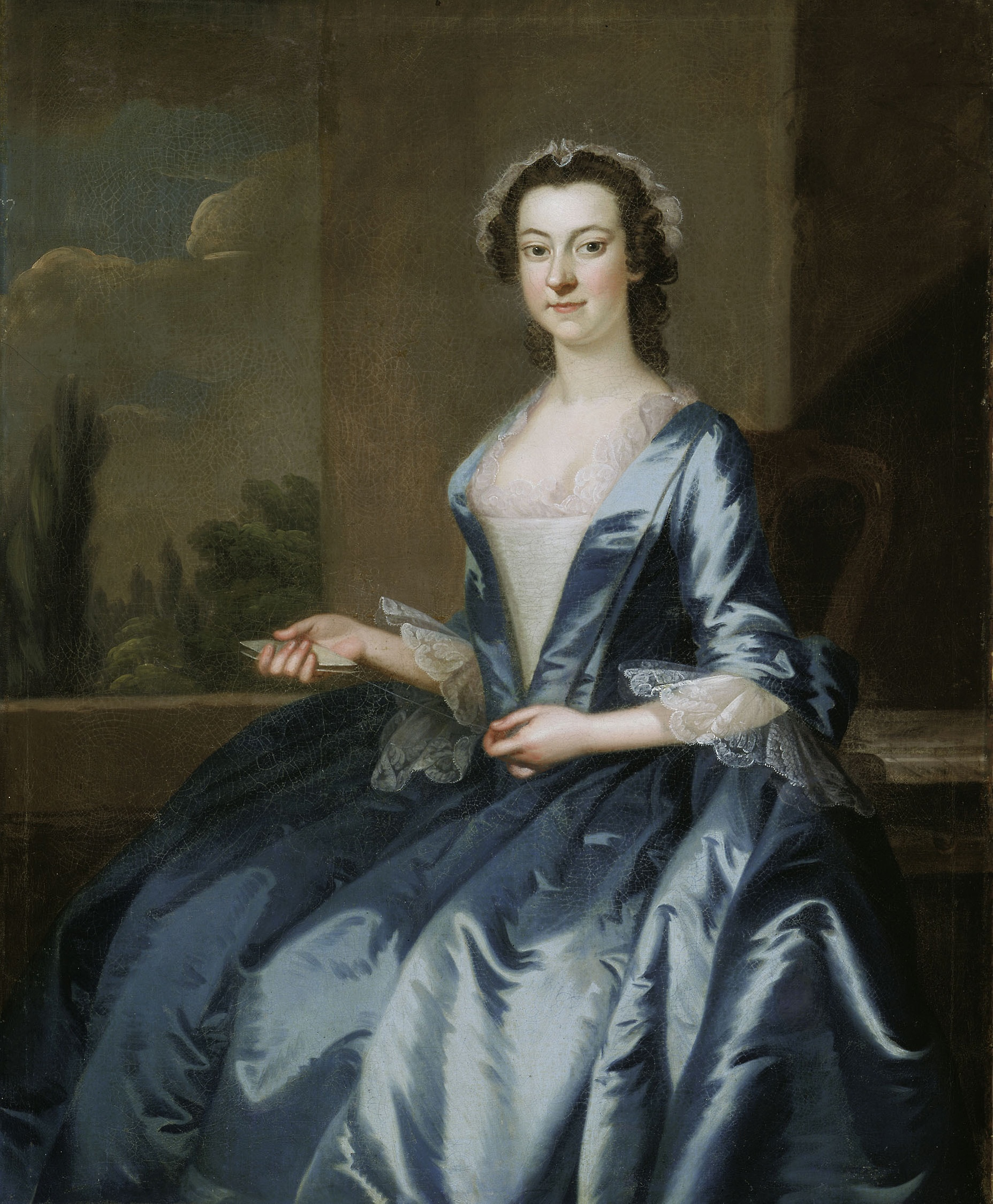
John Wollaston: Portrait of a Woman, zwischen 1749 und 1752. Art Institute of Chicago

John Wollaston (* um 1710 in London, Königreich Großbritannien; † nach 1775 in Bath, England) war ein britischer Porträtmaler. Als Maler brachte er den englischen Rokoko-Stil in die britischen Kolonien Nordamerikas.

## Leben
John Wollaston wurde um 1710 in London geboren. Über seine Ausbildung ist wenig bekannt, man nimmt jedoch an, dass er in London eine künstlerische Ausbildung erhielt und dort seine ersten Aufträge als Porträtmaler annahm. In den 1730er und 1740er Jahren arbeitete er erfolgreich in England. Um 1749 oder 1750 verließ Wollaston Großbritannien und ging nach Nordamerika. Zunächst ließ er sich in New York nieder, wo er schnell Aufträge von wohlhabenden Familien erhielt. In den folgenden Jahren arbeitete er auch in anderen Städten der amerikanischen Kolonien, darunter Annapolis, Philadelphia und Charleston. Er arbeitete vor allem für das koloniale Bürgertum, das seine Darstellungen von Wohlstand und Status besonders schätzte. Zwischen etwa 1750 und 1767 schuf Wollaston eine große Zahl von Porträts und prägte die amerikanische Porträtmalerei nachhaltig. Nach seinem Aufenthalt in Nordamerika kehrte er wahrscheinlich nach England zurück. Über sein weiteres Leben und seinen Tod gibt es keine gesicherten Erkenntnisse, die letzte bekannte Erwähnung stammt aus dem Jahr 1775.

## Werk

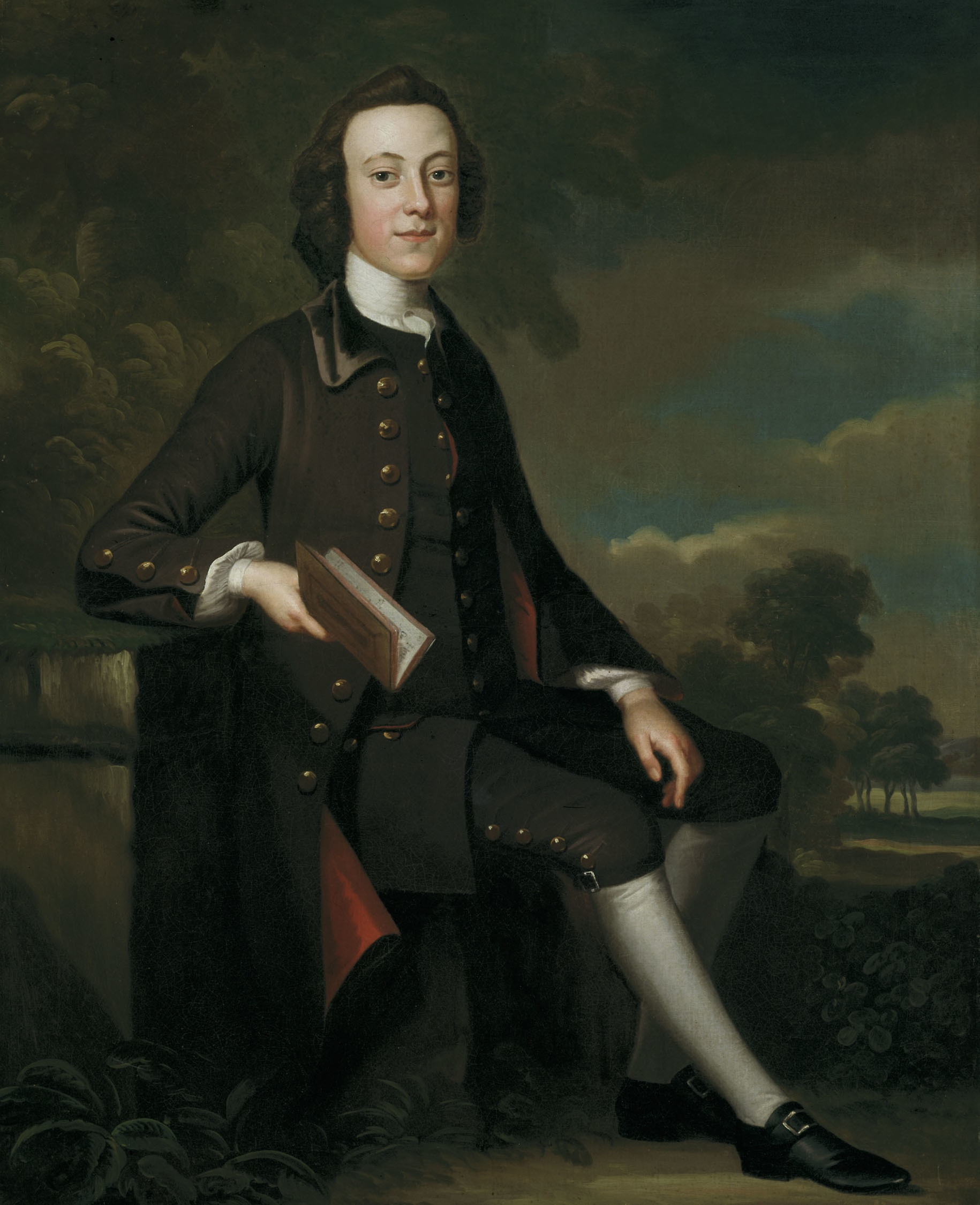
John Wollaston: Portrait of a Young Man. Art Institute of Chicago.jpg

John Wollaston spezialisierte sich auf Porträts, die sich durch elegante Posen, feine Details der Kleidung und idealisierte Physiognomien auszeichnen. Besonders auffällig ist die immer wiederkehrende Darstellung mandelförmiger Augen. In den amerikanischen Kolonien inszenierte Wollaston europäische Bildtraditionen und führte britische Rokoko-Einflüsse in die amerikanische Kunstwelt ein. Seine Werke trugen dazu bei, ein professionelles Verständnis der Porträtkunst in Nordamerika zu etablieren. Zu seinen bekanntesten Auftraggebern zählten einflussreiche Familien wie die Carters und die Fitzhughs aus Virginia. Wollastons Stil unterschied sich deutlich von dem anderer zeitgenössischer amerikanischer Maler durch seine formale Raffinesse, die Verwendung komplexer Kompositionen und die Betonung von Eleganz und Status der Porträtierten.

## Werke (Auswahl)
- Porträt von Daniel Dulany the Younger (um 1750), Maryland Center for History and Culture, Baltimore
- Porträt von William Allen (um 1750), Philadelphia Museum of Art
- Porträt von George Mason IV (um 1750–1755), Gunston Hall, Virginia
- Porträt von Mrs. Benjamin Simons und ihrem Sohn (um 1755), Gibbes Museum of Art, Charleston
- Porträt von Elizabeth Tayloe Corbin (um 1755), Virginia Museum of History & Culture, Richmond